# Limnophila glandulifera
Limnophila glandulifera är en grobladsväxtart som beskrevs av Philcox. Limnophila glandulifera ingår i släktet Limnophila och familjen grobladsväxter. Inga underarter finns listade i Catalogue of Life.